# Dermestes dimidiatus
Dermestes dimidiatus là một loài bọ cánh cứng trong họ Dermestidae. Loài này được Boeber miêu tả khoa học năm 1802.